# تروي باروت
تروي باروت (مواليد 4 فبراير 2002) هو لاعب كرة قدم أيرلندي يلعب كمهاجم في نادي ميلوول على سبيل الإعارة.

## روابط خارجية
- تروي باروت على موقع الاتحاد الدولي (مؤرشف)  (الإنجليزية)
- تروي باروت على موقع الاتحاد الأوربي (الإنجليزية)
- تروي باروت على موقع إي إس بي إن إف سي (الإنجليزية)
- تروي باروت على موقع قاعدة بيانات كرة القدم.إي يو (الإنجليزية)
- تروي باروت على موقع بيانات كرة القدم. دي إي (الألمانية)
- تروي باروت على موقع ليكيب (الفرنسية)
- تروي باروت على موقع ناشيونال فوتبول تيمز (الإنجليزية)
- تروي باروت على موقع Soccerbase.com (لاعب) (الإنجليزية)
- تروي باروت على موقع Soccerway.com (الإنجليزية)
- تروي باروت على موقع عالم كرة القدم.نت (الإنجليزية)